# Spreewaldkonserve
Die Obst- und Gemüseverarbeitung „Spreewaldkonserve“ Golßen GmbH ist ein brandenburgischer Hersteller von Obst- und Gemüsekonserven, insbesondere Sauergemüse und Gewürzgurken. Das in Golßen angesiedelte Unternehmen setzt mit 311 Mitarbeitern 115 Millionen Euro um. (Stand 2020)
Die bekannteste Marke des Unternehmens ist Spreewaldhof. Spreewaldkonserve ist der größte Hersteller von Spreewälder Gurken.

## Standort Golßen

### Geschichte
Die Unternehmer Friedewald und Donath gründen 1946 das heutige Unternehmen Spreewaldkonserve. Von 1951 bis 1991 war das Unternehmen volkseigen. Von 1991 bis 2021 waren die Geschwister Karin Seidel und Konrad Linkenheil Eigentümer der Spreewaldkonserve.
Ende Januar 2025 kündigte das Unternehmen an, die Gurkenproduktion in Golßen einstellen zu wollen. Im Mai 2025 wurde bekanntgegeben, die Produktion aufrechterhalten zu wollen, jedoch sollen 200 der 220 Stellen am Standort Golßen gestrichen werden.

### Gegenwart
Das französische Unternehmen Andros übernahm 2021 den Obst- und Gemüseverarbeiter Spreewaldkonserve. Das Bundeskartellamt erklärte im Juni 2021, es bestünden keine Einwände gegen den Einstieg des einen Familienunternehmens beim anderen.

## Standort Wegberg
Die Firma Linkenheil wurde 1892 als Metzgerei gegründet. Ab 1925 war Linkenheil eine Konservenfabrik. Im Jahr 2000 wurde der Standort Wegberg geschlossen.

## Standort Ungarn
Das 100%ige Tochterunternehmen Schenk és Társa Kft mit Sitz in Szigetvár (Ungarn) wurde 2002 gegründet.